# Urge, Pärnumaa
Urge är en ort i Estland. Den ligger i Sauga kommun och landskapet Pärnumaa, i den sydvästra delen av landet, 110 km söder om huvudstaden Tallinn. Urge ligger 15 meter över havet och antalet invånare är 180.
Terrängen runt Urge är mycket platt. Runt Urge är det glesbefolkat, med 12 invånare per kvadratkilometer. Närmaste större samhälle är Pärnu, 10,6 km sydväst om Urge. I omgivningarna runt Urge växer i huvudsak blandskog.